# Casinaria malaisei
Casinaria malaisei är en stekelart som beskrevs av Maheshwary och Gupta 1977. Casinaria malaisei ingår i släktet Casinaria och familjen brokparasitsteklar. Inga underarter finns listade.